# Nederlands kampioenschap schaatsen sprint 1979
Het Nederlands kampioenschap sprint 1979 (voor mannen) was de tiende editie van dit schaatsevenement dat over de sprintvierkamp (2x 500, 2x 1000 meter) werd verreden. Het vond plaats in het weekend van 27 en 28 januari op de onoverdekte ijsbaan Thialf in Heerenveen, tegelijkertijd met de Nederlandse kampioenschappen schaatsen allround 1979 (voor mannen en vrouwen).
Er nam een recordaantal van veertien deelnemers deel, twee meer dan aan de kampioenschappen in 1977 en 1978, waaronder drie debutanten. Titelhouder Miel Govaert prolongeerde zijn titel. De nummer drie van vorig jaar, Lieuwe de Boer, werd deze editie tweede. De derde positie werd ingenomen door Jan van de Roemer, voor de tweedemaal deelnemer. Drie sprinters werden (net als een man en een vrouw in de allroundtoernooien) op een van de afstanden gediskwalificeerd vanwege drie valse starts, dit op een totaal van zo'n 150 valse starts in de drie toernooien als gevolg van een nieuw te volgen (internationale) startprocedure.
De Boer, Govaert, Van de Roemer en Bert de Jong vertegenwoordigden Nederland bij de Wereldkampioenschappen schaatsen sprint 1979 (17 en 18 februari) op de onoverdekte ijsbaan in het Ludwig Schwabl Stadion in Inzell, West-Duitsland.

## Uitslagen
Afstandmedailles
| Afstand  | 1e           | 2e             | 3e                |
| -------- | ------------ | -------------- | ----------------- |
| 1e 500m  | Miel Govaert | Lieuwe de Boer | Jos Valentijn     |
| 1e 1000m | Bert de Jong | Miel Govaert   | Jan van de Roemer |
| 2e 500m  | Miel Govaert | Lieuwe de Boer | Sies Uilkema      |
| 2e 1000m | Miel Govaert | Bert de Jong   | Jan van de Roemer |

Eindklassement
| Rang   | Schaatser         | Punten      | 500m           | 1000m            | 500m       | 1000m          |
| ------ | ----------------- | ----------- | -------------- | ---------------- | ---------- | -------------- |
| Goud   | Miel Govaert      | 158.775 BR  | 39,20 (1)      | 1.20,69 (2)      | 39,26 (1)  | 1.19,94 (1) BR |
| Zilver | Lieuwe de Boer    | 160.915     | 39,42 (2)      | 1.21,69 (6)      | 39,55 (2)  | 1.22,20 (4)    |
| Brons  | Jan van de Roemer | 162.195     | 40,39 (4)      | 1.20,84 (3)      | 40,74 (7)  | 1.21,29 (3)    |
| 4      | Ron Ket           | 163.325     | 40,65 (7)      | 1.21,34 (4)      | 40,63 (4)  | 1.22,75 (6)    |
| 5      | Jos Valentijn     | 163.445     | 40,38 (3)      | 1.21,36 (5)      | 41,04 (10) | 1.22,69 (5)    |
| 6      | Piet de Boer      | 164.390     | 40,48 (5)      | 1.23,04 (8)      | 40,84 (8)  | 1.23,10 (7)    |
| 7      | Sies Uilkema      | 164.745     | 40,51 (6)      | 1.22,10 (7)      | 40,56 (3)  | 1.25,25 (12)   |
| 8      | André Kraaijeveld | 165.420     | 40,75 (8)      | 1.23,70 (10)     | 40,64 (5)  | 1.24,36 (9)    |
| 9      | Jans Oosting      | 167.720     | 41,28 (10)     | 1.24,57 (13)     | 41,68 (11) | 1.24,95 (11)   |
| 10     | Jan van Dam       | 168.190 NRj | 41,80 (12) NRj | 1.24,24 (11) NRj | 41,94 (12) | 1.24,66 (10)   |
|        | Bert de Jong      | 121.615     | DQ             | 1.20,67 (1)      | 40,70 (6)  | 1.21,16 (2)    |
|        | Eppie Bleeker     | 124.635     | DQ             | 1.23,51 (9)      | 41,02 (9)  | 1.23,72 (8)    |
|        | Gerke Hadders     | 126.400     | 41,45 (11)     | 1.24,46 (12)     | DQ         | 1.25,44 (13)   |
|        | Henk Hospes       | 083.710     | 41,14 (9)      | 1.25,14 (14)     | DNS        |                |

BR = baanrecord
NRj = Nationaal record junioren
DNS = niet gestart
DQ = gediskwalificeerd